# 洛季科沃
48°31′30″N 38°55′0″E / 48.52500°N 38.91667°E
洛季科沃，乌克兰当局称伊萬尼夫斯凱（烏克蘭語：Іванівське），法理上是位於烏克蘭東部盧甘斯克州阿尔切夫斯克区的濟莫希爾亞市鎮的市級鎮。該鎮始建於1918年，面積6.78平方公里，海拔高度184米，2011年人口3,274，人口密度每平方公里482.89人。